# 神戸教育短期大学
神戸教育短期大学（こうべきょういくたんきだいがく、英語: Kobe College of education）は、兵庫県神戸市長田区西山町2-3-3に本部を置く日本の私立大学。1880年創立、1965年大学設置。

## 概観

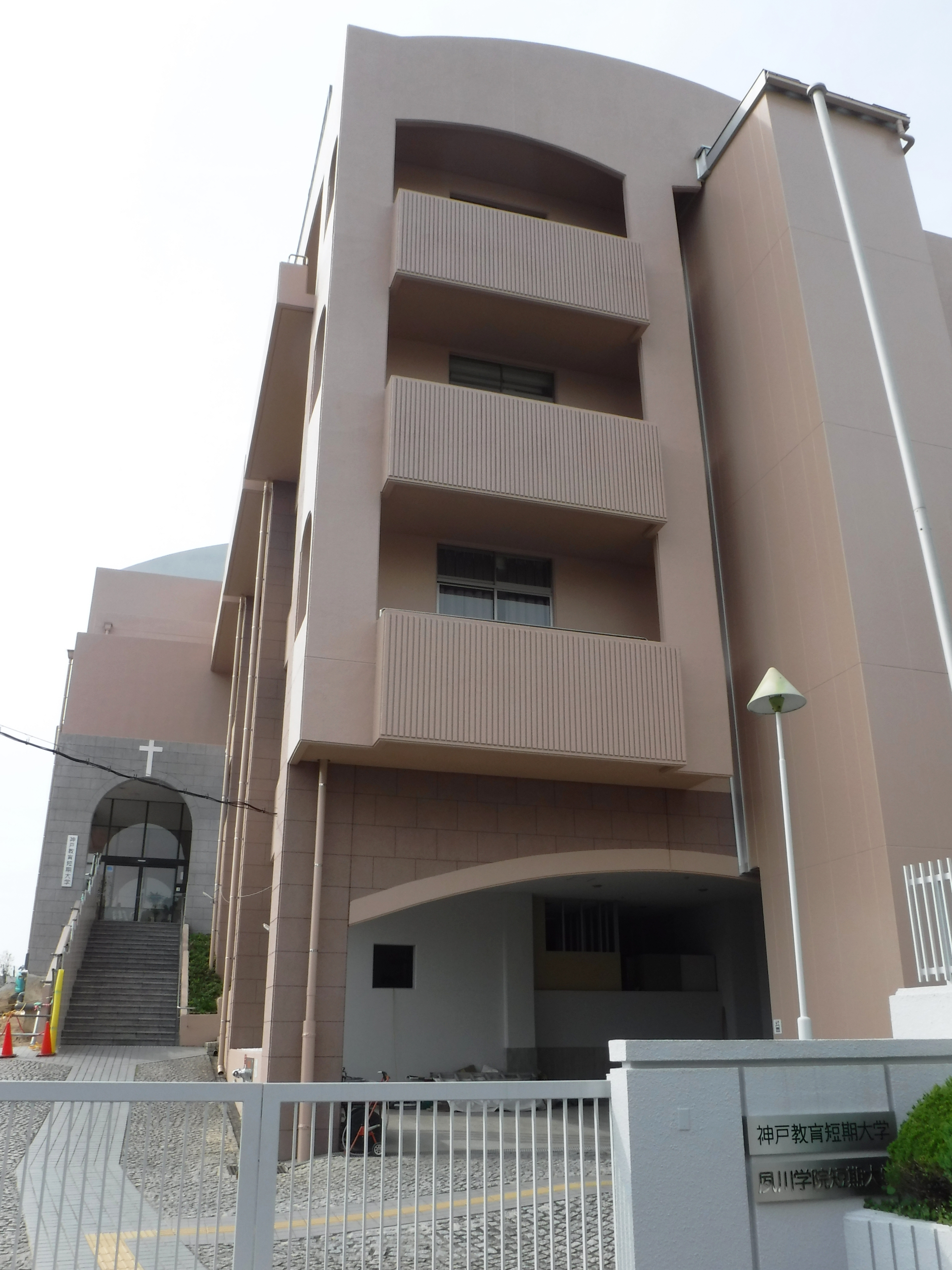
キャンパス正門

### 大学全体
- 兵庫県神戸市長田区に所在する日本の私立短期大学で、設置主体は学校法人夙川学院[1]。
- 1965年に夙川学院短期大学として開学。かつては、増設により複数の学科を擁していたが2000年代半ばより学科・専攻の募集停止が目立つようになり、2011年度入学生より児童教育学科[注 3]のみで構成される。開学から2012年度末までのキャンパスは兵庫県西宮市越木岩町、2013年度から改称直前までのキャンパスは神戸市中央区港島であった。

### 建学の精神（校訓・理念・学是）
- 教育方針は「広い視野と自己表現力ならびに精神的自立に繋がる教育」である。

### 教育および研究
- こども学科（児童教育学科）では、短期大学付属の認定こども園での教育実習が取り入れられている。

### 学風および特色
- 2013年度より、神戸夙川学院大学のあった神戸ポートアイランドキャンパスに併置され、男女共学となった。2019年度の大学名の改称に合わせて現在地に移転している。
- 母体となっている学校法人夙川学院の教育基本理念にはキリスト教精神が導入されている。

## 沿革

### 前史
- 1880年
  - 増谷裁縫塾（所在地：兵庫県武庫郡御影町、現・神戸市東灘区）を設置。
- 1901年
  - 学校としての設立が認可される。
- 1948年
  - 4月1日 増谷高等女学校を兵庫県西宮市に移転。新制の高等学校および中学校（夙川学院中学校・高等学校）に改組。
- 1951年
  - 3月5日 学校法人が成立する[2]

### 短期大学の沿革
- 1965年
  - 1月25日 左記を以て文部省[注 4]より短期大学の設置が認可される。[3][4]
  - 4月1日 夙川学院短期大学として以下の学科体制にて開学[5]。
    - 家政科 入学定員80名[6]

  - 5月1日 学生数[7]/定員
    - 家政科 102[注釈 1]/80
- 1966年
  - 4月1日 以下の学科を増設する[8]。
    - 保育科 入学定員40名[9]

  - 5月1日 学生数[10]/定員
    - 家政科 220[注釈 1]/160
    - 保育科 64[注釈 1]/40
- 1967年
  - 4月1日 以下の学科を増設する[注 5]
    - 美術科 入学定員40名[14]

  - 夙川学院中学校・高等学校の敷地に夙川学院短期大学附属幼稚園を開設。
  - 5月1日 学生数[15]/定員
    - 家政科 280[注釈 1]/160
    - 保育科 194[注釈 1]/80
    - 美術科 60[注釈 1]/40
- 1968年
  - 4月1日 以下の変更あり。
    - 家政科の入学定員を80→200に増員の上で、以下の通り専攻を分離する[注釈 2]。
      - 家政専攻 入学定員80名[注釈 3]　
      - 被服専攻 入学定員80名[注釈 3]　
      - 食物栄養専攻 入学定員40名[注釈 3]

    - 保育科の入学定員を40→80に増員[注釈 2]。

  - 5月1日 学生数[18]/定員
    - 家政科 348[注釈 1]/280
    - 保育科 214[注釈 1]/120
    - 美術科 120[注釈 1]/80
- 1969年
  - 4月1日 この年度にあった出来事を以下列挙する[19]。
    - 学科の増設。
      - 英文学科 入学定員40名[注 6]

    - 以下の学科名の改称。
      - 家政科→家政学科
      - 保育科→幼児教育学科

    - 学科の入学定員増。
      - 家政学科食物栄養専攻 40→80
- 1970年
  - 1月13日 専攻科の設置が認められ、以下の課程を設ける[21]。
    - 美術専攻 入学定員20名[注 7]

  - 4月1日 学科・専攻名の変更あり[23]。
    - 家政科→家政学科
    - 被服専攻→服飾デザイン専攻

  - 5月1日 学生数[24]/定員
    - 家政学科 300[注釈 1]/480
    - 幼児教育学科 267[注釈 1]/160
    - 美術科 122[注釈 1]/80
    - 英文科 110(定)[注釈 1]/40
- 1971年
  - 5月1日 学生数[25]/定員
    - 家政学科 314[注釈 1]/480
    - 幼児教育学科 274[注釈 1]/160
    - 美術科 142[注釈 1]/80
    - 英文科 119[注釈 1]/80
- 1972年
  - 4月1日 この年度にあった出来事を以下列挙する[26]、
    - 幼児教育学科を児童教育学科に改組する[注 8]。
    - 家政学科における専攻課程の一部について、以下の通り定員減あり[注 9]出典。
      - 家政専攻 80→40
      - 服飾デザイン専攻 80→40

  - 5月1日 学生数[29]/定員
    - 家政学科 334[注釈 1]/400
    - 児童教育学科 158[注釈 1]/80
      - 幼児教育学科 127[注釈 1]/80

    - 美術科 160[注釈 1]/80
    - 英文科 161[注釈 1]/80
- 1973年
  - 3月31日 以下の学科・専攻については左記をもって正式に廃止とする[30]。
    - 幼児教育学科
- 1975年
  - 4月1日 児童教育学科の入学定員を80→150に増員[注 10]。
  - 5月1日 学生数[34]/定員
    - 家政学科 494[注釈 1]/320
    - 児童教育学科 984[注釈 1]/230
    - 美術科 309[注釈 1]/80
    - 英文学科 364[注釈 1]/80
- 1976年
  - 4月1日 学科・専攻の入学定員増あり[注 11]。
    - 児童教育学科 150→240
    - 美術科 40→80
    - 英文学科 40→100

  - 5月1日 学生数[37]/定員
    - 家政学科 537[注釈 1]/320
    - 児童教育学科 1,070[注釈 1]/390
    - 美術科 300[注釈 1]/120
    - 英文学科 422[注釈 1]/140
- 1985年
  - 5月1日 学生数[38]/定員
    - 家政学科 504[注釈 1]/320
    - 児童教育学科 847[注釈 1]/480
    - 美術科 303[注釈 1]/160
    - 英文学科 409[注釈 1]/200
- 1986年
  - 4月1日 学科の入学定員増あり[注 12]。
    - 家政学科
      - 家政専攻 40→80
      - 食物栄養専攻 80→120
      - 英文学科 100→200
- 1986年
  - 5月1日 学生数[43]/定員
    - 家政学科 619[注釈 1]/400
    - 児童教育学科 826[注釈 1]/480
    - 美術科 301[注釈 1]/160
    - 英文学科 453[注釈 1]/300
- 1987年
  - 4月1日 この年度にあった出来事を以下、列挙する[44]。
    - 英文学科→英語英文学科
    - 美術科の入学定員を80→120に増員[注 13]。

  - 5月1日 学生数[47]/定員
    - 家政学科 644[注釈 1]/480
    - 児童教育学科 754[注釈 1]/480
    - 美術科 287[注釈 1]/200
    - 英語英文学科 474[注釈 1]/400
- 1991年
  - 4月1日 以下、入学定員増あり[注 14]。
    - 家政学科服飾デザイン専攻 40→80

  - 5月1日 学生数[52]/定員
    - 家政学科 653[注釈 1]/520
    - 児童教育学科 659[注釈 1]/480
    - 美術科 272[注釈 1]/240
    - 英語英文学科 529[注釈 1]/400
- 1992年
  - 5月1日 学生数[注 15]/定員
    - 家政学科 679[注釈 1]/520
    - 児童教育学科 741[注釈 1]/480
    - 美術科 280[注釈 1]/240
    - 英語英文学科 570[注釈 1]/400
- 1993年
  - 4月1日 家政学科における一部の専攻に名称変更あり[55]。
    - 家政専攻→生活科学専攻
- 1999年
  - 4月1日 この年度の入学生より専攻科美術専攻の修業年限を1年制→2年制に延長される[56]。
  - 5月1日 学生数[57]/定員
    - 家政学科 520[注釈 1]/520
    - 児童教育学科 520[注釈 1]/480
    - 美術科 256[注釈 1]/240
    - 英語英文学科 143[注釈 1]/400
- 2000年
  - 4月1日 英語英文学科の入学定員を200→110に減員[注 16]。
- 2001年
  - 4月1日 以下の変更あり。
    - 美術科→美術・デザイン学科[62]。
    - 専攻科美術専攻→美術・デザイン専攻[63]。
- 2002年
  - 4月1日 以下の改組あり[64]。
    - 英語英文学科→人間コミュニケーション学科
    - 家政学科
      - 生活科学専攻→ウエルネス専攻
      - 服飾デザイン専攻→ファッション専攻

  - 同 専攻科に以下の課程を増設する[65]。
    - 保育専攻 入学定員40名
- 2003年
  - 9月30日 以下の学科については左記をもって正式に廃止とする[66]。
    - 英語英文学科
- 2004年
  - 3月31日 以下の学科については左記をもって正式に廃止とする[66]。。
    - 家政学科生活科学専攻

  - 4月1日 家政学科食物栄養専攻の入学定員を80→120に増員[66]。
- 2005年
  - 4月1日 家政学科ウエルネス専攻を健康科学専攻に改組[67]。
- 2006年
  - 4月1日 以下の学科については、この年度で学生募集を最終とする[注 17]。
  - 同 専攻科保育専攻の入学定員を40→100に増員[69]。
    - 人間コミュニケーション学科
- 2007年
  - 4月1日 以下、入学定員減を執り行う[68]。
    - 家政学科
      - ファッション専攻 80→60
      - 美術・デザイン学科 120→80
- 2008年
  - 3月31日 以下の学科については左記をもって正式に廃止とする[70]。
    - 家政学科健康科学専攻
- 2008年
  - 9月30日 以下の学科については左記をもって正式に廃止とする[71]。
    - 人間コミュニケーション学科
- 2009年
  - 4月1日 以下、入学定員減を執り行う[71]。
    - 家政学科
      - ファッション専攻 60→40
      - 食物栄養専攻 120→100
      - 児童教育学科 240→130
      - 美術・デザイン学科  80→50
- 2010年
  - 4月1日 以下については、この年度で学生募集を最終とする[注 18]。
    - 家政学科
      - ファッション専攻
      - 食物栄養専攻
      - 美術・デザイン学科

    - 専攻科美術・デザイン専攻[注 19]
- 2011年　
  - 4月1日 児童教育学科の入学定員を130→100に減員[72]。
- 2012年
  - 3月31日 以下の学科・専攻については左記をもって正式に廃止とする[74]。
    - 家政学科
      - ファッション専攻
      - 食物栄養専攻
- 2013年
  - 3月31日 以下の学科・専攻については左記をもって正式に廃止とする[75]。
    -       - 美術・デザイン学科

  - 4月1日 西宮甑岩キャンパス（兵庫県西宮市こしき岩町6-58）から、神戸夙川学院大学の立地する神戸市中央区の神戸ポートアイランドキャンパスに移転。男女共学化。
- 2015年　
  - 併設の神戸夙川学院大学が閉学し、神戸ポートアイランドキャンパスは夙川学院短期大学の単独使用となる。
  - 4月1日 児童教育学科の入学定員を100→170に増員[76]。
- 2016年
  - 夙川学院中学校・高等学校が西宮市の神園キャンパスから移転し、共同使用のキャンパスとなる。
- 2019年
  - 神戸市長田区の神戸学院大学法科大学院跡地に移転した上で、神戸教育短期大学に名称を変更[注 20]。
- 2020年
  - 4月1日 児童教育学科→こども学科に名称を変更[80]。

## 基礎データ

### 所在地
- 兵庫県神戸市長田区西山町2-3-3

### 交通アクセス
- 神戸高速線高速長田駅および神戸市営地下鉄西神・山手線長田駅より徒歩13分
- 神戸市営バス11系統 長田小学校前より徒歩3分

### 象徴
- 旧.夙川学院短期大学におけるカレッジマーク[注 21]。

## 教育および研究

### 組織

#### 学科
- こども学科 入学定員130名[1]

##### 学科の変遷
- 児童教育学科→こども学科
- 家政学科
  - 家政専攻→生活科学専攻→ウエルネス専攻→健康科学専攻 入学定員80名[注釈 4]
  - 被服専攻→服飾デザイン専攻→ファッション専攻 入学定員40名[注釈 5]
  - 食物栄養専攻 入学定員100名[注釈 5]
- 美術科→美術・デザイン学科 入学定員50名[注釈 5]
- 英文学科→英語英文学科→人間コミュニケーション学科 入学定員110名[注釈 4]

#### 専攻科
- 保育専攻 入学定員100名[注 22]
- 美術・デザイン専攻 入学定員25名[注釈 6]

#### 別科
- なし

##### 取得資格について
資格
- 保育士：児童教育学科で取得できる。
- 栄養士：かつての家政学科食物栄養専攻にて[85]。

教職課程
- 小学校教諭二種免許状：児童教育学科にて取得できる。
- 幼稚園教諭二種免許状：児童教育学科にて取得できる。
- 中学校教諭二種免許状が設置されていた。
  - 家庭：旧家政科全専攻[85]。
  - 美術：美術科[85]。
  - 英語：英語英文学科[61]
- 栄養教諭二種免許状がかつて家政学科食物栄養専攻に設置されていた[85]。

#### 附属機関
- 幼児教育研究所

### 研究
- 『夙川学院短期大学研究紀要』[86]
- 『夙川学院短期大学教育実践研究紀要』[87]
- 『神戸教育短期大学研究紀要』[88]

## 学生生活

### 部活動・クラブ活動・サークル活動
- 吹奏楽部・女子空手道部がある。

### 学園祭
- 学園祭は「夙凛祭」と呼ばれ、毎年、概ね11月に行なわれている。過去には、まだインディーズだった頃のシャ乱QやDREAMS COME TRUEが訪問したことがある。

## 大学関係者と組織

### 大学関係者一覧
- 小川忠彦：本学名誉教授
- 河内厚郎：本学特任教授

#### 出身者
- 青木光恵 - 漫画家
- 叶美香 - 叶姉妹の妹
- 尾上由美　- 関西タレント（活動休止中）
- 番ことみ

## 施設

### キャンパス
- 神戸学院大学法科大学院学舎（2004年から2015年）として使用されていた敷地と校舎を、学校法人夙川学院が購入して本校のキャンパスとして利用している[89]。さらに以前には、神戸学院女子短期大学第二キャンパス（1976年から2006年）として使用されていた。

#### 夙川学院短期大学時代（ポートアイランド）
- 2013年に4号館として短大棟が設けられ、ピアノレッスン室、図工室などを有した。
- 夙川学院中学校・高等学校と1号館・2号館・3号館は共有し、食堂・図書館・アリーナ・普通教室・学生ホールなどを利用できた。

中学校・高等学校が使用していた部分も含めた旧キャンパスは、2019年4月以降は神戸学院大学が使用している。

## 対外関係

### 他大学との協定
- 放送大学：当大学の専門科目が受講でき、当短大の卒業所要単位に認可される。
- 夙川学院短期大学としてポートアイランドに所在した当時は、ポーアイ5大学新連携協定（他に神戸学院大学・神戸女子大学・神戸女子短期大学・兵庫医療大学）に加わり、それぞれの大学で開かれている講義を所属大学の単位として認定。また合同講義や施設の相互利用をはじめ、クラブ・サークル活動の交流なども展開していた。長田区への移転後も継続しているかどうかは不明。

## 社会との関わり
- 「地域子育て支援拠点事業」の実施大学として神戸市中央区に子育て広場「ぽかぽっぽモトロク」「のびのびにーの」、西宮市には「しゅくたん広場」を開設している。

## 卒業後の進路について

### 就職実績
- 小学校・幼稚園・保育園・施設への就職率は、100％である。[90]

### 編入学・進学実績
- 児童教育学科：大阪教育大学・流通経済大学・日本福祉大学・種智院大学・佛教大学・龍谷大学・四天王寺大学・東大阪大学・神戸親和大学ほか
- 家政学科
  - 健康科学専攻：京都ノートルダム女子大学・追手門学院大学・大阪産業大学・桃山学院大学・甲子園大学ほか
  - ファッション専攻：宝塚造形芸術大学ほか
  - 食物栄養専攻：関西福祉科学大学・兵庫大学・岡山学院大学・徳島文理大学ほか
- 美術・デザイン学科：成安造形大学・大阪芸術大学・大手前大学ほか
- 英語英文学科&人間コミュニケーション学科：帝塚山学院大学・聖和大学ほか

## 附属学校
- 夙川学院夙川ソレイユ認定こども園（兵庫県西宮市）[91][92]
- 神戸教育短期大学附属八尾ソレイユ認定こども園（大阪府八尾市）[93] [94]